# Garmans Dünnzehen-Frosch
Garmans Dünnzehen-Frosch (Leptodactylus validus) ist eine Frosch-Art aus der Familie der Pfeiffrösche (Leptodactylidae).

## Merkmale
Die Art ist eine kleine Art innerhalb der Leptodactylus melanonotus-Artengruppe. In kolumbianischen Populationen haben erwachsene Weibchen eine Kopf-Rumpf-Länge von 25,3–49,5 mm, während die Kopf-Rumpf-Länge bei erwachsenen Männchen zwischen 25,0 und 40,8 mm liegt.
Die Schnauze ist in der Rückenansicht kurz und gerundet. Nach Garmans Erstbeschreibung sitzen die Zähne auf dem Vomer (Pflugscharbein) in zwei kurzen, etwas gebogenen Reihen hinter den Choanen. Markante verlaufen helle Farbstreifen auf der Oberlippe, ebenso unter dem Auge. Ein heller Farbstreifen erstreckt sich ventral vom Augenwinkel und verläuft vor dem Trommelfell bis zum Kiefergelenk. Dieses weiße Band erstreckt sich auch über eine längliche Drüse, die zwischen dem Kiefergelenk und dem Ansatz des Arms am Körper verläuft. Darüber hinaus gibt es eine supratympanische Drüse. Die Farbe ist generell hellbraun und bei einigen Exemplaren mit einem dunkleren braunen Rand am Bauch. Rückenfalten fehlen; Dorsolaterale Falten sind meist kurz und unterbrochen; seitliche Falten fehlen; Die Färbung des Rückens ist insgesamt hellbräunlich, die hinteren Oberschenkel und Unterschenkel sind dorsal mit deutlichen und quer verlaufenden dunklen Bändern versehen. Während der Brutzeit zeigen die Männchen ein Paar kleiner, schwarzer, spitzer, glatter und konisch geformter Daumenstacheln.

## Verbreitung
Die englischen Trivialnamen Windward Islands Ditchfrog oder Windward Ditch Frog für Garmans Dünnzehen-Frosch deuten auf das Vorkommen auf einigen Inseln der Kleinen Antillen hin. Der südöstliche Teil der Kleinen Antillen wird im Englischen Windward Islands (Inseln über dem Winde) genannt, weil die Ostküsten dieser Inselkette dem in diesen Breiten vorherrschenden Nordost-Passatwind zugewandt sind. Dazu zählen St. Vincent, Bequia und Grenada, auf denen der Frosch ebenso wie in Trinidad und Tobago verbreitet ist. 
Durch die Synonymisierung von Leptodactylus pallidirostris mit der Art erweitert sich die Verbreitung auf das südamerikanische Festland mit Venezuela, Guyana, Suriname und die nördlich-zentrale Region von Roraima, Brasilien. 2018 wurde die Art erstmals auch in Kolumbien nachgewiesen. 
Die Verbreitung auf den Kleinen Antillen könnte auf eine Verbreitung durch den Menschen zurückgehen.

## Lebensweise
Die Populationen der Kleinen Antillen leben in Wäldern und Waldrändern, oft in der Nähe von Waldbachufern, schattigen Schluchten und Höhlen. Man findet sie auch auf Wiesen, an Wegrändern in Parks und auf ländlichen Höfen. Die Art legt ihre Eier in Schaumnestern ab.